# Acacia rivalis
Acacia rivalis é uma espécie de leguminosa do gênero Acacia, pertencente à família Fabaceae.